# Казыченская
Казыченская (вепс. Ladv)) — деревня в Винницком сельском поселении Подпорожского района Ленинградской области.

## История
Деревня административно относилась к Винницкой волости 2-го стана Лодейнопольского уезда Олонецкой губернии.

КОЗЫЧЕНСКАЯ — деревня Ладвинского общества при озере Ладвинском, население крестьянское: домов — 6, семей — 6, мужчин — 17, женщин — 23, всего — 40; лошадей — 5, коров — 9, прочего — 9. (1905 год)

С 1917 по 1922 год деревня входила в состав Ладвинского сельсовета Винницкой волости Лодейнопольского уезда Олонецкой губернии.
С 1922 года в составе Озерского сельсовета Ленинградской губернии.
С 1927 года в составе Винницкого района.

Деревня Казыченская на карте 1932 года

Согласно карте Ленинградской области Северо-западного аэрогеодезического треста ГГУ издания 1932 года деревня называлась Козыченская и насчитывала 4 крестьянских двора, в смежной с ней деревне Мининская — 9 дворов. В них находились часовня и почта.
По данным 1933 года деревня называлась Козыченская и входила в состав Ладвинского вепсского национального сельсовета Винницкого национального вепсского района.

Деревня Казыченская на карте 1940 года

Согласно топографической карте РККА 1940 года деревня называлась Мининская и входила в куст деревень Ладва.
Согласно областным административным данным деревня называлась также Ладва Сельга.
С 1963 года в составе Лодейнопольского района.
С 1965 года в составе Подпорожского района.
По данным 1966 года деревня называлась Казаченская и также входила в состав Ладвинского сельсовета.
В 1971 году деревни Казыченская, Мининская, Тимофеевская, Ананьевская и Новопоселенная-Фёдоровская были объединены в один населённый пункт — деревню Казыченская.
По данным 1973 и 1990 годов деревня Казыченская входила в состав Курбинского сельсовета.
В 1997 году в деревне Казыченская Курбинской волости проживали 129 человек, в 2002 году — 89 человек (русские — 37 %, вепсы — 61 %).
В 2007 году в деревне Казыченская Винницкого СП проживали 86 человек.

## География
Деревня расположена в юго-восточной части района на автодороге 41К-713 (Винницы — Казыченская).
Расстояние до административного центра поселения — 48 км.
Расстояние до ближайшей железнодорожной станции Подпорожье — 122 км.
Деревня находится между юго-восточным берегом Ладвинского озера и правым берегом реки Оять.

## Демография
| 1905 | 1997 | 2007 | 2010 | 2017 |
| ---- | ---- | ---- | ---- | ---- |
| 40   | ↗129 | ↘86  | ↘58  | ↗59  |

Согласно данным Всероссийской переписи населения 2021 года в деревне постоянного населения не было.

## Достопримечательности
- Церковь Георгия Победоносца, построена в 1712, перестроена в 1900 году, деревянная, недействующая. Престолы: Георгия Победоносца, Воздвижения Креста Господня[20].
- Часовня, 2004 года постройки, деревянная, действующая[21].

## Известные уроженцы
- Абрамов Николай Викторович (1961—2016) — писатель, поэт, литературный переводчик.

## Улицы
Озёрный переулок, Раздольная, Речной проезд, Речной переулок, Совхозный проезд.